# Belmont-de-la-Loire
Belmont-de-la-Loire är en kommun i departementet Loire i regionen Auvergne-Rhône-Alpes i centrala Frankrike. Kommunen ligger i kantonen Belmont-de-la-Loire som tillhör arrondissementet Roanne. År 2022 hade Belmont-de-la-Loire 1 429 invånare.

## Befolkningsutveckling
Antalet invånare i kommunen Belmont-de-la-Loire
| Referens: INSEE |